# Elisabetta di Borbone-Vendôme
Elisabetta di Borbone (Parigi, agosto 1614 – Parigi, 19 maggio 1664) fu una nipote di Enrico IV di Francia e antenata di numerosi membri di famiglie reali europee.

## Biografia
Elisabetta nacque a Parigi nel 1614; suo padre era Cesare di Borbone, duca di Vendôme, a sua volta figlio naturale e poi legittimato di re Enrico IV di Francia e della sua amante ufficiale, Gabrielle d'Estrées. La madre di Elisabetta era invece Francesca di Lorena, duchessa di Mercoeur e di Penthièvre (1592-1669), figlia ed erede di Filippo Emanuele, duca di Mercoeur, rivale di Enrico IV.
Conosciuta a corte come Mademoiselle de Vendôme, l'11 luglio 1643 essa sposò al Palazzo del Louvre, Carlo Amedeo di Savoia, 6º duca di Nemours.
Essi ebbero due figlie che sposarono gli eredi dei troni di Piemonte e di Portogallo, mentre i figli maschi morirono poco tempo dopo la nascita:
- Maria Giovanna Battista (1644-1724), che sposò Carlo Emanuele II di Savoia nel 1665;
- Maria Francesca (1646-1683), che sposò re Alfonso VI del Portogallo nel 1666; annullato il primo matrimonio, si sposò con il fratello minore del precedente marito, Pietro, duca di Beja e reggente del Portogallo;
- Giuseppe (1649-1649);
- Francesco (1650-1650);
- Carlo Amedeo (1651-1651).

Nel 1652 Elisabetta rimase vedova: suo marito venne ucciso dal fratello di Elisabetta, Francesco di Vendôme, duca di Beaufort, in un duello; Elisabetta morì dodici anni più tardi a Parigi.
Elisabetta è un'antenata sia di Luigi XV di Francia che di Vittorio Amedeo II di Savoia e per questo motivo da lei discendono le Case Reali di Francia e d'Italia.

## Ascendenza
|                                                           |                  |                                     | Genitori                           |  |  | Nonni |  |  | Bisnonni                            |  |  | Trisnonni                         |  |
|                                                           |                  |                                     |                                    |  |  |       |  |  | Antonio di Borbone, Duca di Vendôme |  |  | Carlo di Borbone, Duca di Vendôme |  |
|                                                           |                  |                                     |                                    |  |  |       |  |  | Antonio di Borbone, Duca di Vendôme |  |  | Carlo di Borbone, Duca di Vendôme |  |
|                                                           |                  | Francesca d'Alençon                 |                                    |  |  |       |  |  | Antonio di Borbone, Duca di Vendôme |  |  |                                   |  |
| Enrico IV di Francia                                      |                  |                                     |                                    |  |  |       |  |  | Antonio di Borbone, Duca di Vendôme |  |  |                                   |  |
|                                                           |                  | Giovanna III di Navarra             | Enrico II di Navarra               |  |  |       |  |  |                                     |  |  |                                   |  |
|                                                           |                  | Giovanna III di Navarra             | Enrico II di Navarra               |  |  |       |  |  |                                     |  |  |                                   |  |
|                                                           |                  | Giovanna III di Navarra             | Margherita d'Angoulême             |  |  |       |  |  |                                     |  |  |                                   |  |
| Cesare di Borbone, Duca di Vendôme                        |                  | Giovanna III di Navarra             |                                    |  |  |       |  |  |                                     |  |  |                                   |  |
|                                                           |                  | Antoine d'Estrées                   | Jean d'Estrées                     |  |  |       |  |  |                                     |  |  |                                   |  |
|                                                           |                  | Antoine d'Estrées                   | Jean d'Estrées                     |  |  |       |  |  |                                     |  |  |                                   |  |
|                                                           |                  | Antoine d'Estrées                   | Catherine de Bourbon-Vendôme       |  |  |       |  |  |                                     |  |  |                                   |  |
| Gabrielle d'Estrées                                       |                  | Antoine d'Estrées                   |                                    |  |  |       |  |  |                                     |  |  |                                   |  |
|                                                           |                  | Françoise Babou de La Bourdaisière  | Jean Babou de La Bourdaisère       |  |  |       |  |  |                                     |  |  |                                   |  |
|                                                           |                  | Françoise Babou de La Bourdaisière  | Jean Babou de La Bourdaisère       |  |  |       |  |  |                                     |  |  |                                   |  |
|                                                           |                  | Françoise Babou de La Bourdaisière  | Françoise Robertet                 |  |  |       |  |  |                                     |  |  |                                   |  |
| Luigi di Borbone, Duca di Vendôme                         |                  | Françoise Babou de La Bourdaisière  |                                    |  |  |       |  |  |                                     |  |  |                                   |  |
|                                                           | Nicola di Lorena | Antonio di Lorena                   |                                    |  |  |       |  |  |                                     |  |  |                                   |  |
|                                                           | Nicola di Lorena | Antonio di Lorena                   |                                    |  |  |       |  |  |                                     |  |  |                                   |  |
|                                                           | Nicola di Lorena | Renata di Borbone-Montpensier       |                                    |  |  |       |  |  |                                     |  |  |                                   |  |
| Filippo Emanuele di Lorena                                | Nicola di Lorena |                                     |                                    |  |  |       |  |  |                                     |  |  |                                   |  |
|                                                           |                  | Giovanna di Savoia-Nemours          | Filippo di Savoia, Duca di Nemours |  |  |       |  |  |                                     |  |  |                                   |  |
|                                                           |                  | Giovanna di Savoia-Nemours          | Filippo di Savoia, Duca di Nemours |  |  |       |  |  |                                     |  |  |                                   |  |
|                                                           |                  | Giovanna di Savoia-Nemours          | Carlotta d'Orléans-Longueville     |  |  |       |  |  |                                     |  |  |                                   |  |
| Francesca di Lorena, duchessa di Mercoeur e di Penthièvre |                  | Giovanna di Savoia-Nemours          |                                    |  |  |       |  |  |                                     |  |  |                                   |  |
|                                                           |                  | Sebastiano di Lussemburgo-Martigues | Francesco di Lussemburgo           |  |  |       |  |  |                                     |  |  |                                   |  |
|                                                           |                  | Sebastiano di Lussemburgo-Martigues | Francesco di Lussemburgo           |  |  |       |  |  |                                     |  |  |                                   |  |
|                                                           |                  | Sebastiano di Lussemburgo-Martigues | Charlotte de Brosse                |  |  |       |  |  |                                     |  |  |                                   |  |
| Maria di Lussemburgo                                      |                  | Sebastiano di Lussemburgo-Martigues |                                    |  |  |       |  |  |                                     |  |  |                                   |  |
|                                                           |                  | Marie de Beaucaire                  | …                                  |  |  |       |  |  |                                     |  |  |                                   |  |
|                                                           |                  | Marie de Beaucaire                  | …                                  |  |  |       |  |  |                                     |  |  |                                   |  |
|                                                           |                  | Marie de Beaucaire                  | …                                  |  |  |       |  |  |                                     |  |  |                                   |  |
|                                                           |                  | Marie de Beaucaire                  |                                    |  |  |       |  |  |                                     |  |  |                                   |  |